# José María Cagiga
José María Cagiga Aparicio (Revilla de Camargo, Cantabria, 1864 - 1922) fue un escritor español que en su juventud marchó a Cuba, donde residían sus hermanos, y se convirtió en colaborador de la revista La Montaña, donde publicó relatos cortos y cuentos costumbristas bajo el seudónimo de José de Revilla y Camargo.